# Stanford Moore
Stanford Moore (Chicago, 1913. szeptember 4. – New York, 1982. augusztus 23.) amerikai biokémikus. 1972-ben Christian Anfinsennel és William H. Steinnel megosztva elnyerte a kémiai Nobel-díjat az RNS-bontó enzim, a ribonukleáz aminosavszekvenciájának meghatározásáért.

## Tanulmányai
Stanford Moore 1913. szeptember 4-én született Chicagóban John Howard Moore jogász és felesége, Ruth Fowler gyermekeként. Nevét a Stanford Egyetemről kapta, ahol szülei találkoztak és ahol anyja tanult. A család többször is költözött, ahogyan apja a különböző egyetemeken oktatott; előbb Floridába, majd Georgiába, végül 1924-ben a Tennessee-beli Nashville-ben telepedtek le, ahol John Moore a Vanderbilt Egyetem professzora volt. Stanford a Peabody School-ba járt, amely a helyi tanárképző főiskola gyakorlóiskolája volt. 1931-től a Vanderbilt Egyetemen tanult tovább. Ekkor még nem döntötte el, hogy vegyész lesz-e vagy repülőmérnök, végül tanára, Arthur Ingersoll hatására döntött a szerves kémia mellett. 1935-ben summa cum laude diplomázott, majd a Wisconsini Egyetemen szerzett doktori címet szerves kémiából 1938-ban. Itt tanára Karl Link volt, aki korábban a Nobel-díjas Fritz Pregllel dolgozott együtt Grazban; Moore elsősorban a mikroanaliatikai módszereket tanulta meg tőle. 

## Munkássága
Doktorálása után Max Bergmann hívta meg laboratóriumába a Rockefeller Intézetbe. A zsidó Bergmann – aki korábban Emil Fischer vezető tudományos munkatársaként dolgozott – Link barátja volt és 1933-ban menekült el Németországból a nácik elől; az Egyesült Államokban nemzetközi hírű fehérjekutató központot vezetett. Moore három évig dolgozott nála és eközben ismerkedett meg William H. Steinnel. Közös munkájuk során olyan fehérjekicsapási módszereket kerestek, amelyek segítségével meg lehet határozni aminosav-összetételüket. Miután 1941 végén az Egyesült Államok belépett a második világháborúba, Bergmann laboratóriuma a kormánynak végett kutatási feladatokat, a mustárgáz és nitrogén-mustár ellen kerestek terápiás anyagokat. Stein a laborban maradt, míg Moore csatlakozott a vegyi fegyverek kutatását koordináló hivatalhoz. Ebben a minőségében sokat utazott, a háború vége Hawaiin találta, a csendes-óceáni hadszíntéri főhadiszálláson.
A háború után Herbert Gasser, a Rockfeller Intézet igazgatója visszahívta Moore-t. Bergmann 1944-ben meghalt, de Stein és Moore folytatta korábbi kísérleteit. Közösen kidolgoztak egy oszlopkromatográfiás módszert, amivel egy fehérje hidrolizálása után meg lehetett határozni, hogy milyen aminosavakat tartalmaz és milyen arányban. 1949-re egy fotocellás szerkezettel automatizálták a mérést. Sikereik láttán az igazgatóság megnövelte anyagi támogatásukat és több munkatársat kaptak. Az 50-es évek elején áttértek az ioncserélő kromatográfiára, amellyel jelentősen le tudták rövidíteni a kromatográfiás mérés idejét; korábban a burgonyakeményítős oszlopokkal ez akár két hétig is eltarthatott. Frederick Sangernek ekkoriban sikerült meghatároznia az első fehérje, az inzulin teljes aminosavsorrendjét; munkájában egy fél évig Moore is részt vett, amikor kutatási évét részben Brüsszelben, részben Sanger laboratóriumában Cambridge-ben töltötte. A sikeren fellelkesülve Moore és Stein elhatározta hogy megpróbálkoznak egy enzimmel. Választásuk egy viszonylag kis molekulára, a 124 aminosavból álló ribonukleázra esett, amellyel már dolgozott egy másik kutató, Christian Anfinsen a National Institutes of Healthnél. A két csoport azonban nem versengett egymással, inkább együttműködtek. Módszerük lényege az volt, hogy a fehérjét emésztőenzimekkel (tripszinnel, pepszinnel és kimotripszinnel) kisebb darabokra vágták és az egyes vágások után kromatográfiával szétválasztották őket. 1956-ra sikerült teljesen automatizálniuk a kromatográfiás módszerüket, de így is 1963-ig tartott, míg a teljes aminosavsorrendet közölni tudták. A ribonukleáz volt az első enzim, amelyet megszekventáltak.
Moore és Stein laboratóriuma eközben és ezután jelentősen megnőtt és nemzetközi ismertségű kutatóközponttá vált. Számos munkatársuk volt, akik a ribonukleáz után sorra határozták meg a fehérjék szerkezetét. 1952-ben Moore professzori kinevezést kapott az intézetben (később egyetemen), 1968-tól a Vanderbilt Egyetem vendégprofesszora, 1974-től pedig tanácsának tagja is volt. 

## Díjai
Stanford Moore, William H. Stein és Christian Anfinsen 1972-ben kémiai Nobel-díjat kapott a ribonukleáz szerkezetének meghatározásáért. Ezenkívül (Steinnel közösen) 1964-ben megkapta az Amerikai Kémiai Társaság kromatográfiás és elektroforézis díját, 1972-ben pedig a társaság Richards-érmét és Koppenhágában a Linderstrom-Lang érmet. Tagja volt az Amerikai Tudományos Akadémiának, az Amerikai Művészeti és Tudományos Akadémiának és a Belga Királyi Orvostudományi Akadémiának.

## Személyisége
Moore az egyetemen még több klub tagja és egynek elnöke is volt, intenzív szociális életet élt. Később azonban élete a munkája körül forgott, tudatosan elkerülte azokat az eseményeket amelyek nem a tudománnyal voltak kapcsolatban. Az 1960-as években esküdtnek jelölték ki a Cosa Nostra nagy port felvert perében, amely egy évig tartott. Moore lelkiismeretesen végigülte a pert, de az estéket és hétvégéket a laborban töltötte, hogy ne maradjon el túlságosan a munkával. Nem nősült meg.
Moore amiotrófiás laterálszklerózisban szenvedett, amely az izmok és idegrendszer sorvadadásával jár. 1980 körül állapota fokozatosan romlani kezdett és 1982. augusztus 23-án a 68 éves Moore behalt betegségébe.   